# Miudes (Parroquia)
Miudes ist eines von 8 Parroquias in der Gemeinde El Franco der autonomen Region Asturien in Spanien.

## Geographie
Miudes ist ein Parroquia mit 536 Einwohnern (2011) und einer Fläche von 12,53 km². Es liegt auf 291 m über dem Meeresspiegel. Die nächste größere Ortschaft ist El Franco, der drei Kilometer entfernte Hauptort der gleichnamigen Gemeinde.
Der Rio Miudes fließt an Miudes vorbei.

## Klima
Angenehm milde Sommer mit ebenfalls milden, selten strengen Wintern. In den Hochlagen können die Winter durchaus streng werden.

## Dörfer und Weiler in der Parroquia
- Castello, Godella, Miudeira, Miudes, Veiral, Villar.

## Sehenswertes
- Palacio de Miudes
- Iglesia (Kirche) Santa María de Miudes